# 1900
1900 (MCM) byl rok, který dle gregoriánského kalendáře započal pondělím. Na rozdíl od juliánského kalendáře nebyl v gregoriánském kalendáři rok přestupný, proto se diference obou kalendářů od 1. března zvýšila z 12 na 13 dní.

## Události

### Česko
- 13.–22. ledna vypukla na Sokolovsku a Ostravsku generální stávka horníků.
- 28. ledna – Založen Klub Za starou Prahu.
- 4. února – V Praze založen Pražský automobilní klub.
- 1. dubna – V Praze založena Česká strana lidová.
- 28. června – V Praze na Letné zahájen IV. Všesokolský slet
- 5. září – V Praze byla uvařena první várka piva Braník.
- 18. listopadu slavnostně otevřena nová budova Uměleckoprůmyslového musea v Praze
- Na Sněžce byla postavena dřevěná budova meteorologické stanice. Stavba vysoká 18 metrů byla po druhé světové válce jedinou fungující meteorologickou stanicí ve střední Evropě.
- Kamenický Šenov byl povýšen na město.
- Vznikl politický okres Moravská Ostrava.
- Založena HC Slavia Praha jako první hokejový klub na českém území.

### Předlitavsko
- 18. ledna – předsedou vlády Ernest von Koerber (do 1904)

### Svět
- 1. ledna – Nigérie se stala britským protektorátem
- 2. ledna – Začal vycházet rakouský deník Kronen Zeitung.
- 14. ledna – V Římě se konala premiéra opery Tosca od Giacoma Pucciniho.
- 3. února – Vypukly stávky v Bruselu, Budapešti, Cáchách a Vídni.
- 8. února – Na Štrbském Plese se konalo mistrovství Evropy v rychlobruslení.
- 27. února – Piet Cronje kapituloval i s celou svou armádou.
- 27. února – 28. února – V Londýně založen Labour Representation Commitee, předchůdce pozdější Labouristické strany. V jeho čele stál Ramsay MacDonald.
- 3. února – Britská armáda v Búrské válce osvobodila město Ladysmith.
- 23. března – V Knóssu na Krétě započaly vykopávky paláce bájného krále Mínoa pod vedením britského archeologa Arthura Johna Evanse
- 30. března – Francouzským parlamentem schválen zákon o omezení práce žen a dětí.
- 1. dubna – Ve Francii proběhla policejní reforma. Při ní mimo jiné dostali francouzští policisté právo nosit zbraň.
- 2. dubna – Zavedení povinné školní docházky v Belgii.
- 4. dubna – V Bruselu spáchán atentát na britského následníka trůnu prince Alberta Eduarda.
- 12. dubna – Portoriko přestalo být závislé na USA a stalo se svobodným územím.
- 12. dubna – V Paříži založena Světová cyklistická organizace (Union Cycliste Internationale).
- 24. dubna – Velká demonstrace dělníků ve Vídni.
- 1. května – Vydána kniha s názvem Smích francouzského filozofa Henriho Bergsona.
- 4. května – Návštěva Rakouského císaře Františka Josefa I. v Berlíně.
- 21. května – Mandžusko obsazeno Ruskem.
- 28. května – Úplné zatmění Slunce v Portugalsku.
- 8. září – Galvestonský hurikán smetl Galveston v Texasu a stal se tak nejsmrtonosnější přírodní katastrofou v historii USA. S asi 8 tisíci mrtvými drží tento smutný rekord dodnes.
- 1. prosince – V Německé říši žilo podle výsledků sčítání lidu celkem 56 345 014 obyvatel.
- Oranžský svobodný stát se stal britskou kolonií.
- Svolán Panafrický kongres.
- Potlačení Boxerského povstání v Číně.

### Probíhající události
- 1899–1902 – Druhá búrská válka

## Vědy a umění
- 8. listopadu – Vyšel román Theodora Dreisera Sestřička Carrie (Sister Carrie)
- 10. listopadu – Leoncavallova opera Zaza měla premiéru v milánském Teatro Lirico
- Na světové výstavě v Paříži byl poprvé použit termín televize.
- Ve Francii byl vyroben první automobil s volantem.
- Max Planck publikoval Planckův vyzařovací zákon.
- David Hilbert předložil tzv. Hilbertovy problémy.
- Friedrich Ernst Dorn objevil chemický prvek radon.
- Paul Ulrich Villard objevil záření gama.
- Thomas Alva Edison patentoval akumulátor na bázi NiFe.
- Objeven vrak, v němž byl nalezen tzv. mechanismus z Antikythéry.
- Nález minotaurova paláce
- Nejnovější názor – elektřina je způsobena proudem elektronů
- Představena kvantová teorie Maxe Plancka
- Objev krevních skupin
- Ital Enrico Forlanini staví první kluzák
- Na výstavě v Paříži je představen první magnetofon na světě. Používá se v něm zmagnetizovaný drát
- Vzducholoď LZ1 hraběte Ferdinanda von Zeppelina absolvuje první krátké lety ve Švýcarsku.
- americký chemik George Washington Carver, který se zabýval výzkumem syntetických potravin, vyrobil na 300 různých produktů z burského oříšku, který má vysoký obsah bílkovin, a 118 ze sladkých brambor

## Narození

### Česko

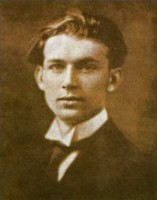
Jiří Wolker (* 29. března)

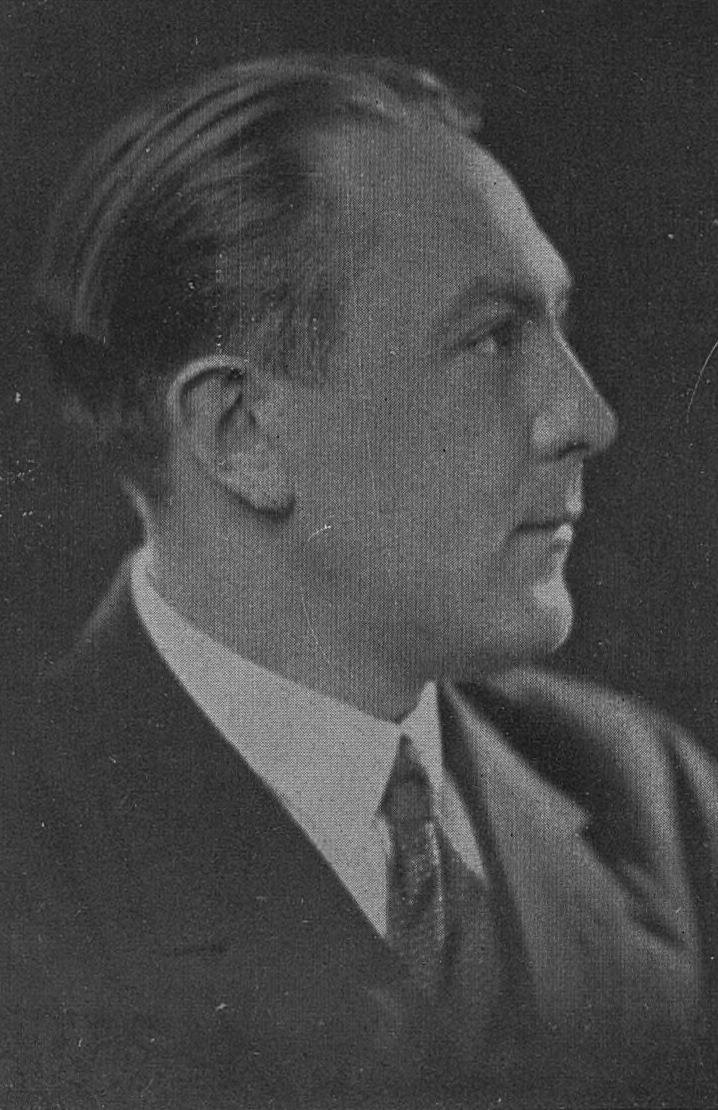
Vítězslav Nezval (* 26. května)

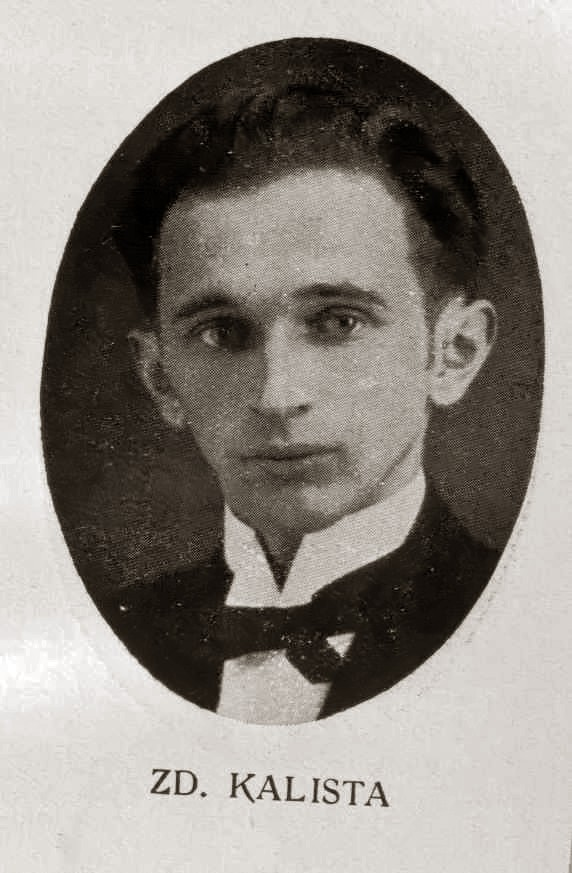
Zdeněk Kalista (* 22. července)

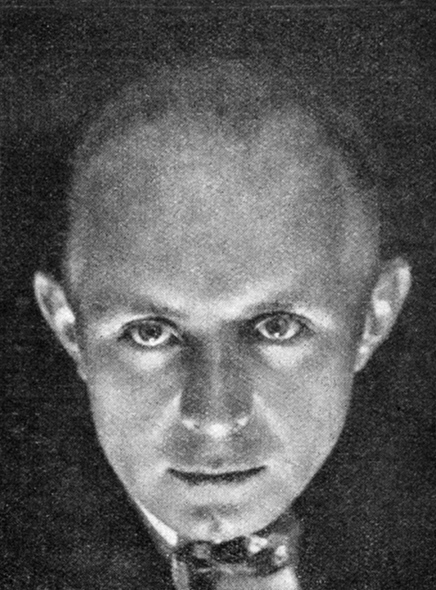
Václav Krška (* 4. října)

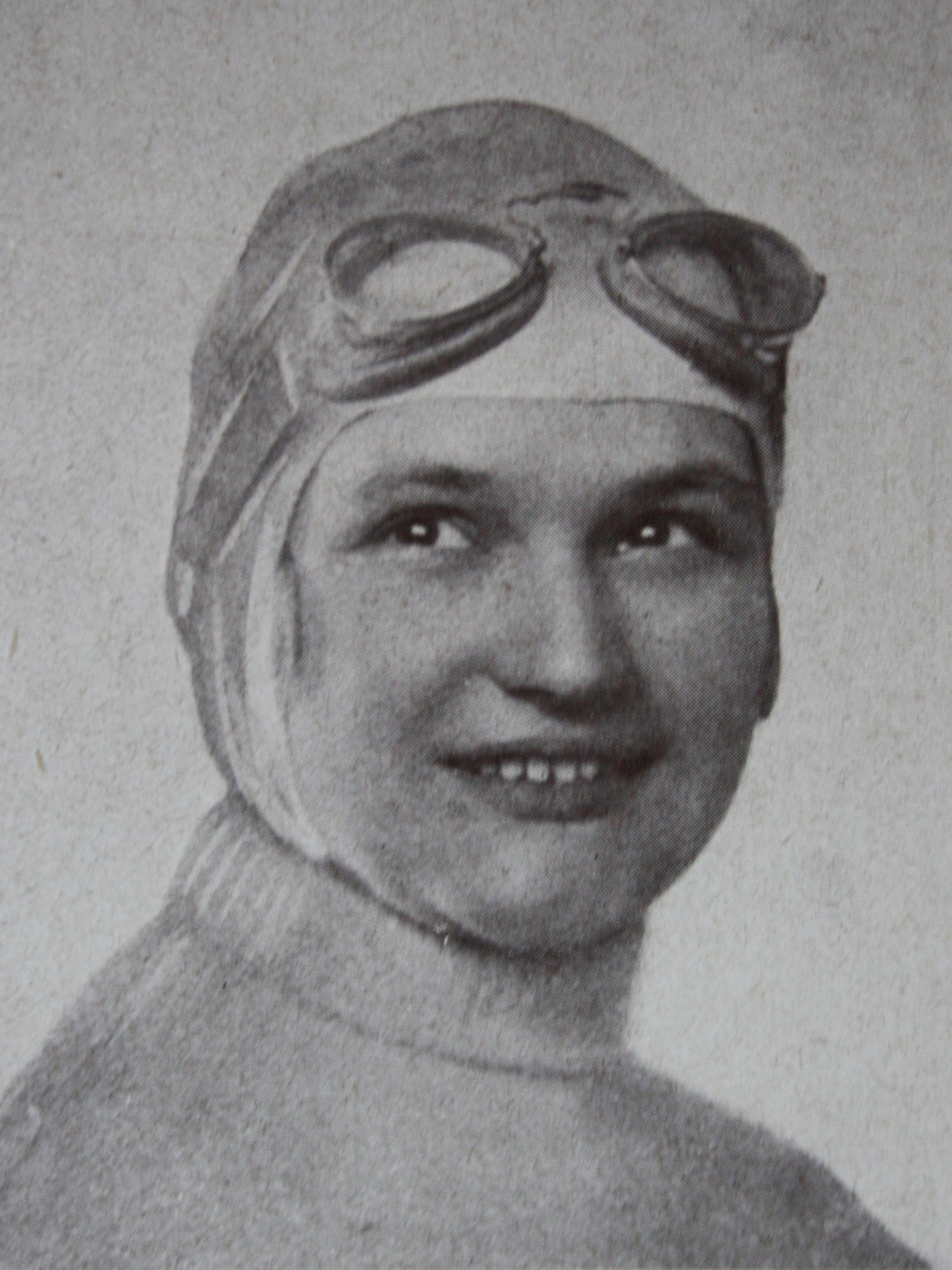
Eliška Junková (* 16. listopadu)

- 1. ledna – Václav Čikl, pravoslavný duchovní, odbojář († 5. září 1942)
- 3. ledna – Josef III. ze Schwarzenbergu, šlechtic († 25. listopadu 1979)
- 4. ledna – Bedřich Fučík, literární kritik, historik, editor a překladatel († 2. července 1984)
- 6. ledna – Fráňa Velkoborský, spisovatel a textař († 8. listopadu 1958)
- 8. ledna – Josef Frič, básník († 11. ledna 1973)
- 14. ledna
  - Stanislav Bohuslav Jarolímek, opat Strahovského kláštera († 31. ledna 1951)
  - Tomáš Švihovec, československý hokejový reprezentant († 12. června 1987)
  - Miloš Navrátil, malíř, básník, spisovatel a tiskař († 28. září 1962)
- 20. ledna – Miloš Jirko, redaktor, básník, knihovník a překladatel († 24. června 1961)
- 22. ledna
  - Karel Hájek, novinářský fotograf († 31. března 1978)
  - Jan Slavíček, malíř († 5. dubna 1970)
- 25. ledna – Karel Kácl, profesor lékařské chemie a politik († 8. května 1986)
- 26. ledna
  - Zdeněk Folprecht, hudební skladatel a dirigent († 29. října 1961)
  - Bohuslav Slánský, malíř a restaurátor († 30. července 1980)
- 27. ledna
  - Ervína Brokešová, houslistka († 19. října 1987)
  - Dalibor Chalupa, učitel, spisovatel a rozhlasový redaktor († 14. června 1983)
- 29. ledna – František Kolenatý, československý fotbalový reprezentant († 24. února 1956)
- 31. ledna – František Bureš, hudební skladatel a pedagog († 19. září 1959)
- 2. února – Jarka Mottl, textař a skladatel trampských písní († 31. března 1986)
- 12. února – Jaroslav Vlček, fotbalový reprezentant († 1967)
- 21. února – Leo Mayer, pražský architekt († ? 1944)
- 22. února – Jozef Mjartan, československý politik († 25. února 1983)
- 26. února
  - Ivan Herben, novinář a politik († 25. října 1968)
  - Antonín Fingerland, patolog († 27. prosince 1999)
- 17. března – Kuzma, spisovatel a překladatel († 20. května 1967)
- 24. března – Bohumír Lifka, knihovník, bibliofil, heraldik a archivář († 24. listopadu 1987)
- 29. března
  - Heinrich Kulka, architekt († 9. května 1971)
  - Jiří Wolker, básník († 3. ledna 1924)
- 30. března – Vladimír Štědroň, právník, klavírista, varhaník, violista, dirigent a hudební skladatel († 12. prosince 1982)
- 3. dubna – Franz Carl Weiskopf, pražský, převážně německy píšící spisovatel a diplomat († 14. září 1955)
- 8. dubna – Libuše Paserová, operní pěvkyně († 11. března 1984)
- 13. dubna – Prokop Drtina, právník a politik, ministr spravedlnosti († 16. října 1980)
- 19. dubna – Aleš Podhorský, divadelní režisér a herec († 19. srpna 1964)
- 21. dubna – Ladislav Pavelka, kněz, oběť nacismu i komunismu († ?)
- 26. dubna – Alén Diviš, malíř († 15. listopadu 1956)
- 10. května – Zdeněk Bořek Dohalský, šlechtic, člen protinacistického odboje a novinář († 2. května 1945)
- 11. května – František Wonka, římskokatolický duchovní a kronikář († 29. dubna 1967)
- 12. května – Jan Jiří Rückl, sklářský průmyslník, politik a publicista († 24. srpna 1938)
- 17. května
  - Pavel Altschul, novinář, fotograf a vydavatel († 18. srpna 1944)
  - Helmut Preidel, česko-německý archeolog († 14. srpna 1980)
- 19. května – Jan Vavřík-Rýz, loutkář, herec, komik, výtvarník, řezbář, kreslíř a režisér († 29. ledna 1970)
- 21. května – Emil Hába, hudební skladatel a pedagog († 12. února 1982)
- 23. května – Pavel Mahrer, československý fotbalový reprezentant († 18. prosince 1985)
- 26. května – Vítězslav Nezval, básník († 6. dubna 1958)
- 3. června
  - Emanuela Nohejlová-Prátová, historička a numismatička († 19. listopadu 1995)
  - Vincenc Makovský, sochař a malíř († 28. prosince 1966)
- 9. června – Alfréd Ressel, odbojář, generálmajor, příslušník 1. čs. armádního sboru v SSSR († 1. listopadu 1983)
- 16. června
  - František Branislav, básník († 25. září 1968)
  - Adolf Svoboda, primátor hl. města Praha († 9. února 1969)
- 17. června – Karel Lidický, sochař a medailér († 21. května 1976)
- 22. června – Ladislav Rašín, právník a politik († 20. března 1945)
- 25. června – Ladislav Žák, malíř a architekt († 26. května 1973)
- 26. června – František Muzika, malíř († 1. listopadu 1974)
- 6. července – Richard Wiesner, malíř († 6. listopadu 1972)
- 15. července
  - Karel Jiráček, spisovatel, ochotnický divadelní režisér († 17. května 1989)
  - Viktor Hájek, nejvyšší představitel Českobratrské církve evangelické († 7. března 1968)
- 20. července – Vratislav Bělík, národopisný spisovatel († 17. listopadu 1988)
- 21. července – Vladimír Watzke, spisovatel († 6. října 1971)
- 22. července – Zdeněk Kalista, historik, básník, literární kritik a překladatel († 17. června 1982)
- 26. července – Artuš Černík, básník a publicista († 25. prosince 1953)
- 28. července – Josef Knap, prozaik, básník a literární kritik († 13. prosince 1973)
- 30. července – Vojtěch Tittelbach, malíř a grafik († 16. září 1971)
- 5. srpna – Adolf Procházka, právník, politik, ministr zdravotnictví († 8. května 1970)
- 6. srpna – Jiří Weil, spisovatel († 13. prosince 1959)
- 10. srpna – Arnošt Vaněček, překladatel a spisovatel († 28. září 1983)
- 11. srpna – František Uhlíř, československý politik († 1980)
- 13. srpna – Václav Veselý, československý gymnasta, stříbrná medaile na OH 1928 († 10. prosince 1941)
- 21. srpna – Viktor Kaufmann, lékař, odbojář († 26. února 1945)
- 22. srpna – Váša Příhoda, houslista († 26. července 1960)
- 23. srpna – Ernst Křenek, americký hudební skladatel a pedagog českého původu († 22. prosince 1991)
- 30. srpna – Václav Richter, historik a teoretik umění († 7. dubna 1970)
- 5. září – Anežka Hrabětová-Uhrová, botanička († 4. května 1981)
- 12. září – Josef Kapinus, spisovatel, sochař a malíř († 11. února 1968)
- 20. září
  - Jiří Baum, zoolog, cestovatel a spisovatel († 1944)
  - Václav Dvořák, brněnský stavitel a architekt († 21. září 1984)
- 24. září – Karel Honzík, architekt, teoretik architektury († 4. února 1966)
- 25. září – Kamila Značkovská-Neumannová, překladatelka († 10. prosince 1991)
- 30. září – Josef Bezdíček, rozhlasový a divadelní režisér a herec († 6. července 1962)
- 1. října
  - Jaroslav Pošvář, numismatik a profesor správního práva († 19. února 1984)
  - Jaroslav Moravec, knihkupec, redaktor, spisovatel a překladatel († 31. října 1974)
- 3. října – Jaromír Horáček, regionální spisovatel a vlastivědný pracovník († 8. července 1976)
- 4. října – Václav Krška, scenárista, režisér a spisovatel († 17. listopadu 1969)
- 12. října
  - Jindřich Šebánek, historik a archivář († 14. ledna 1977)
  - Jaroslav Šimsa, publicista a filozof († 8. února 1945)
- 19. října – Karel Pavlík, člen protinacistického odboje († 26. ledna 1943)
- 23. října – Karel Řičář, československý politik († 4. února 1977)
- 24. října – Andrej Žiak, československý politik († 10. února 1989)
- 25. října – T. Svatopluk, prozaik a malíř († 30. prosince 1972)
- 26. října – Zdenek Rykr, malíř, žurnalista a scénograf († 15. ledna 1940)
- 31. října
  - Martin Lecián, kasař a sériový vrah († 6. října 1927)
  - Ivan Sekanina, levicový novinář, právník a bojovník proti fašismu († 21. května 1940)
- 8. listopadu
  - Bohumil Ryba, klasický filolog, překladatel, politický vězeň († 6. února 1980)
  - Vladimír Řepa, herec († 19. srpna 1957)
- 16. listopadu – Eliška Junková, automobilová závodnice († 5. ledna 1994)
- 20. listopadu – František Vladimír Foit, sochař, etnograf a cestovatel († 31. srpna 1971)
- 25. listopad – Dušan Polívka, lékař (ortoped) a vysokoškolský pedagog, působil jako přednosta Fakultní nemocnice Plzeň (4. listopadu 1983)
- 1. prosince – Vilém Wünsche, malíř († 3. května 1984)
- 4. prosince – Oldřich Stefan, architekt († 5. května 1969)
- 5. prosince – Josef Panáček, amatérský historik († 3. ledna 1973)
- 11. prosince – Hermína Týrlová, scenáristka, režisérka a animátorka († 3. května 1993)
- 13. prosince
  - Erna Červená, herečka († 12. září 1985)
  - Karel Teige, kritik a teoretik umění († 1. října 1951)
- 15. prosince – Emanuel Famíra, sochař a malíř († 6. ledna 1970)
- 20. prosince – Bohumil Janda, nakladatel a lexikograf († 26. května 1982)
- 25. prosince – Jan Filip, archeolog a historik († 30. dubna 1981)

### Svět

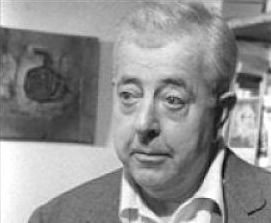
Jacques Prévert (* 4. února)

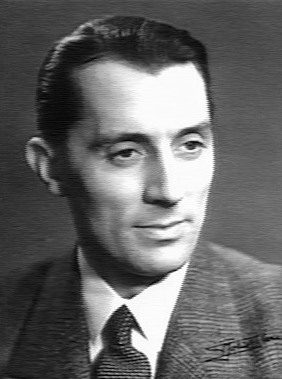
Frédéric Joliot-Curie (* 19. března)

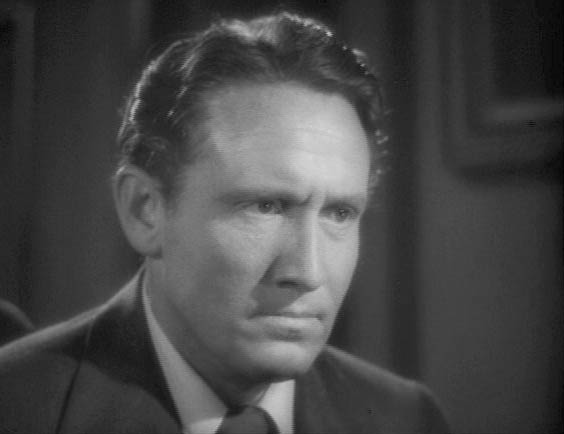
Spencer Tracy (* 5. dubna)

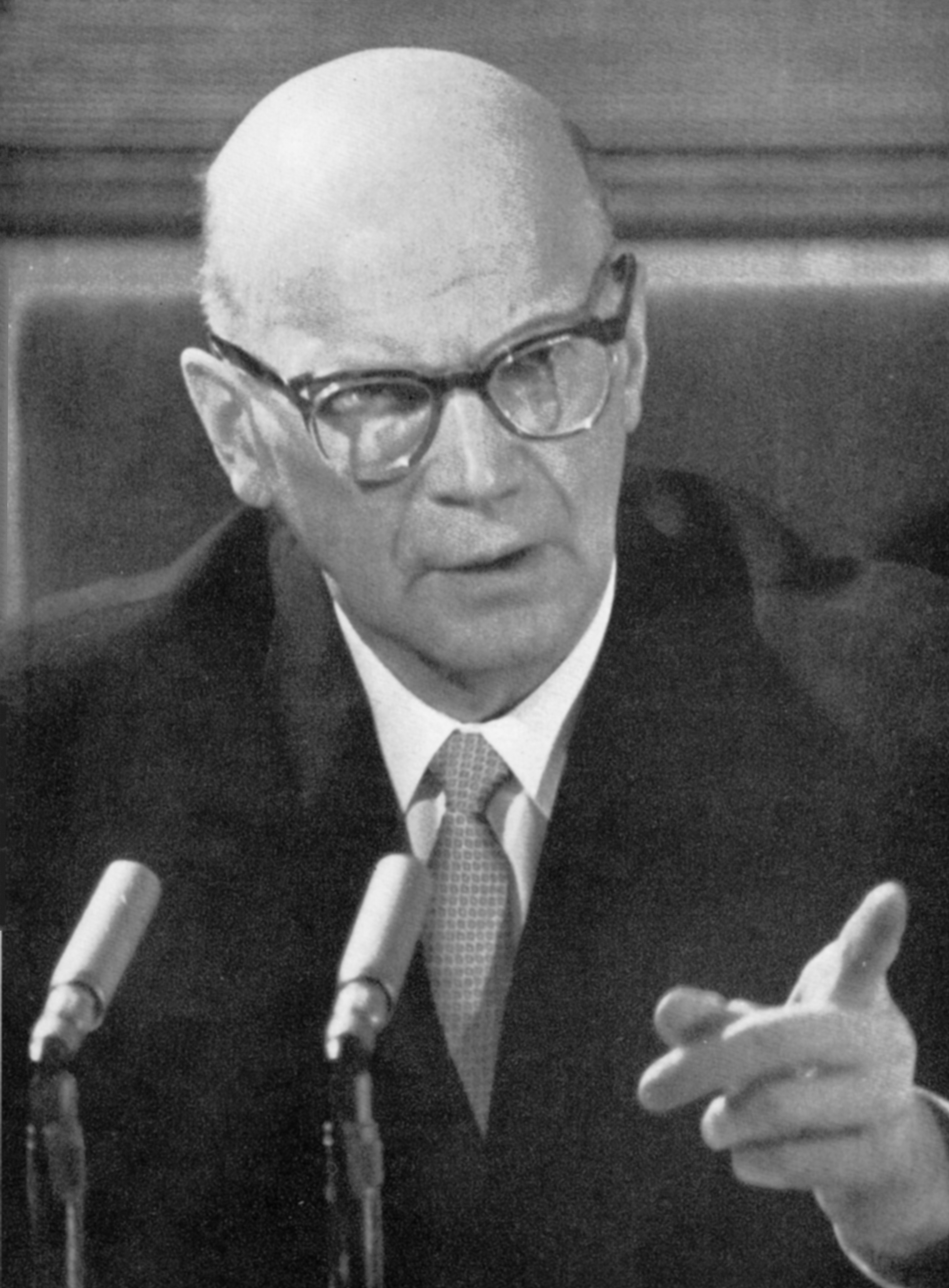
Urho Kaleva Kekkonen (* 3. září)

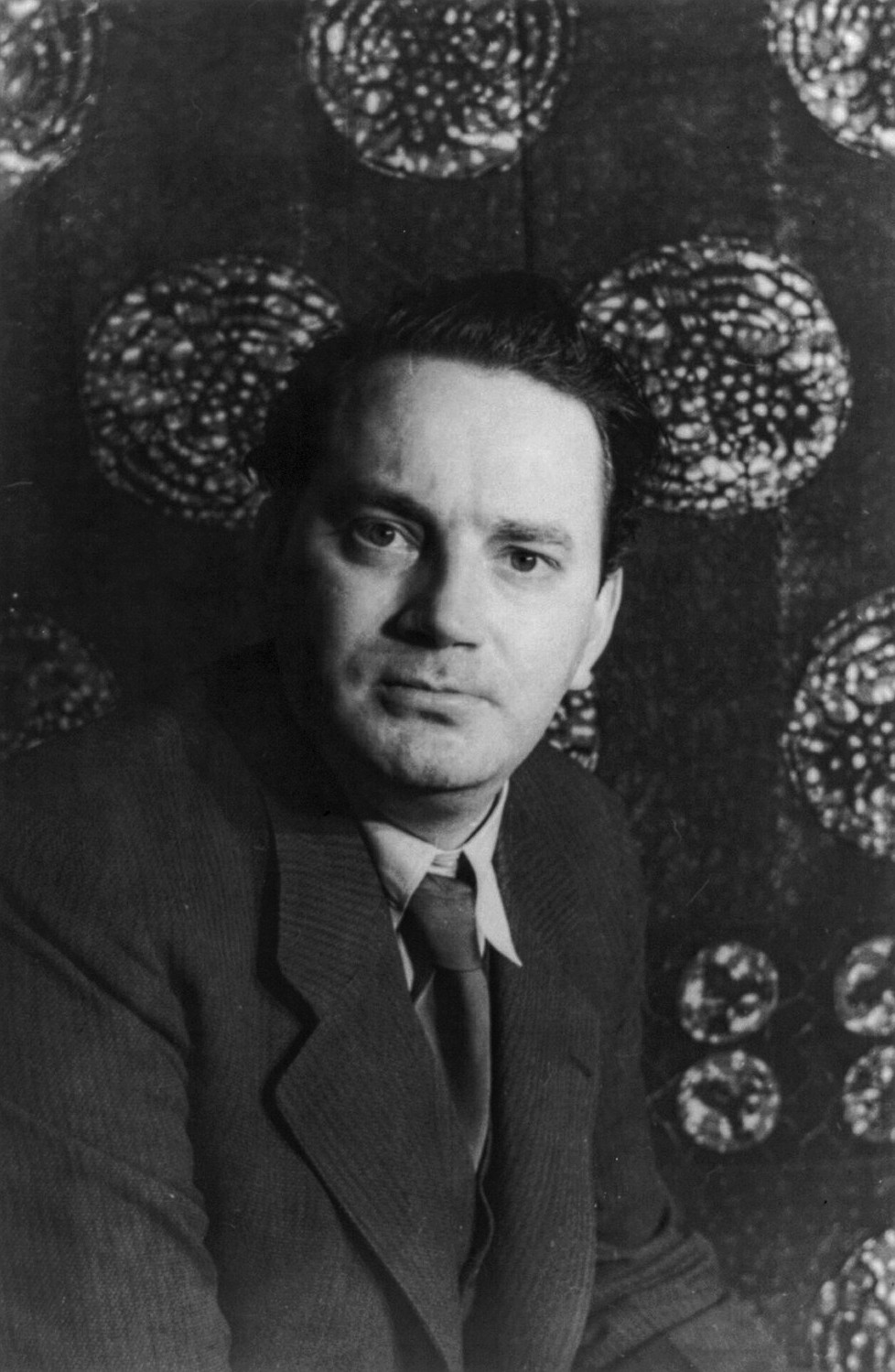
Thomas Wolfe (* 3. října)

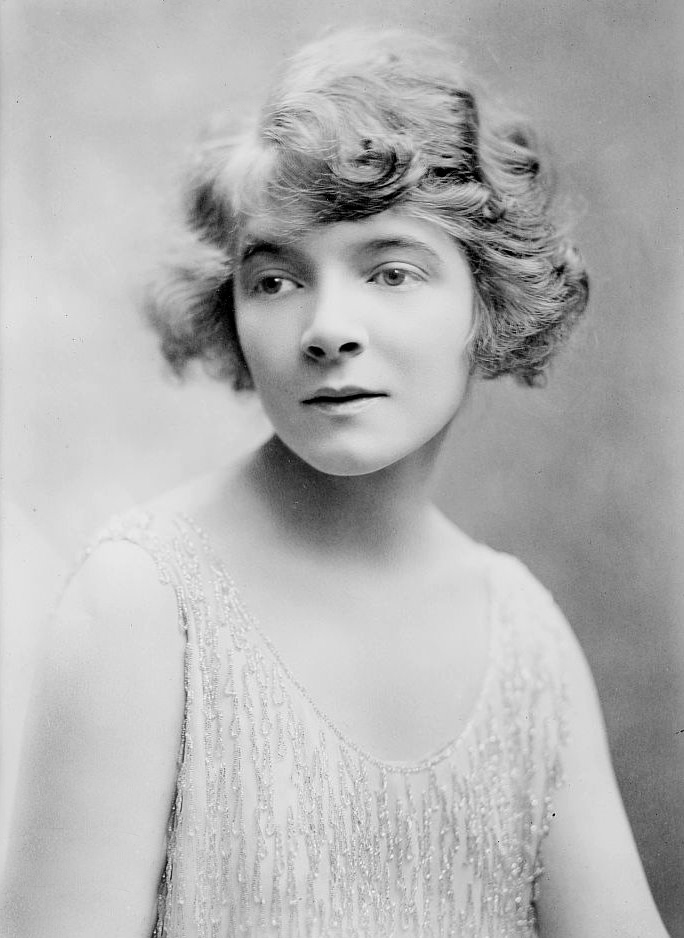
Helen Hayesová (* 10. října)

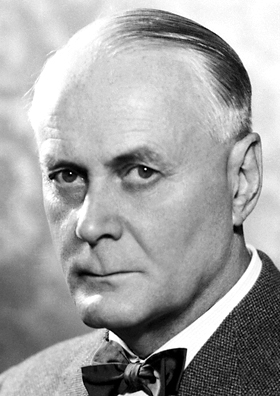
Ragnar Granit (* 30. října)

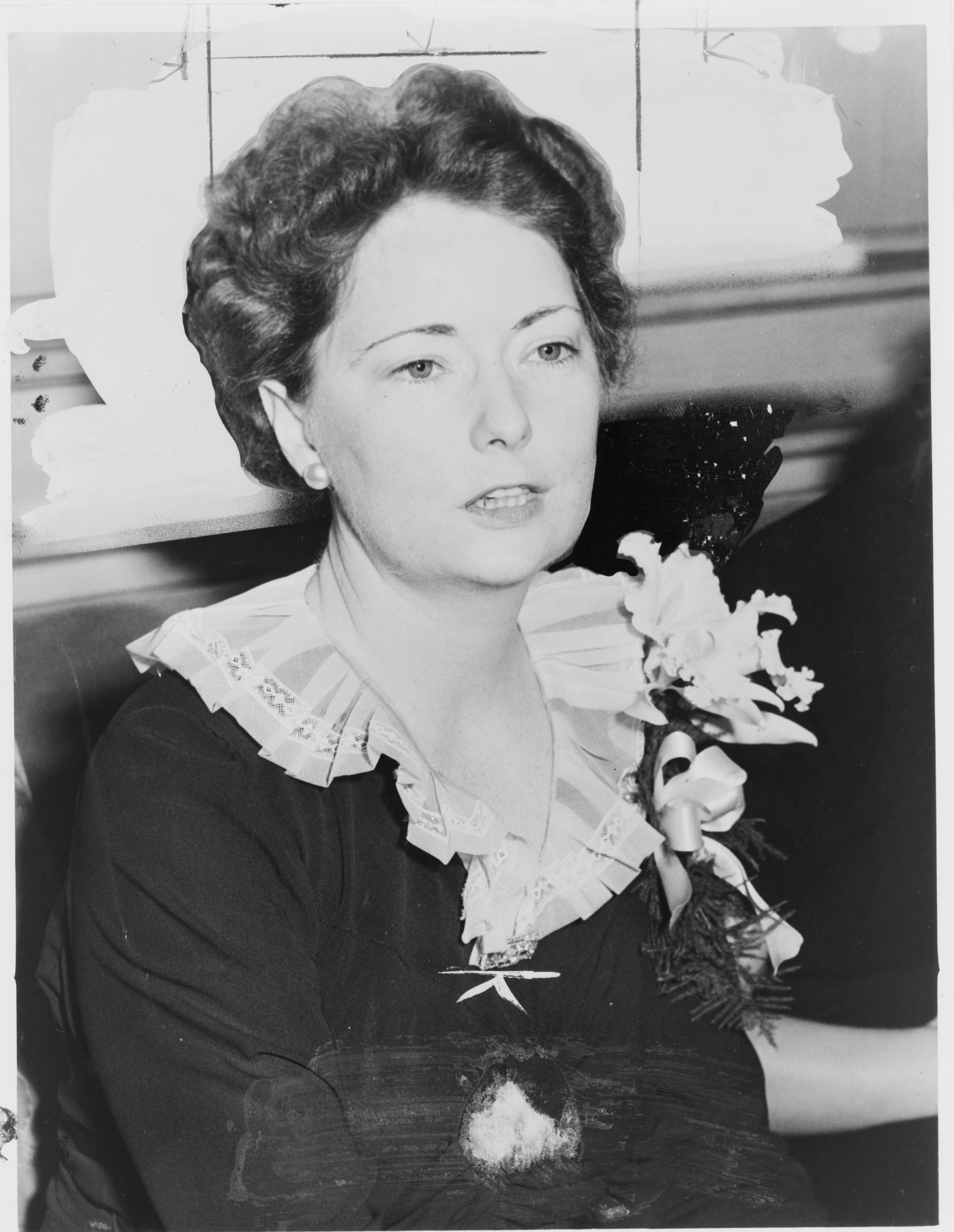
Margaret Mitchellová (* 8. listopadu)

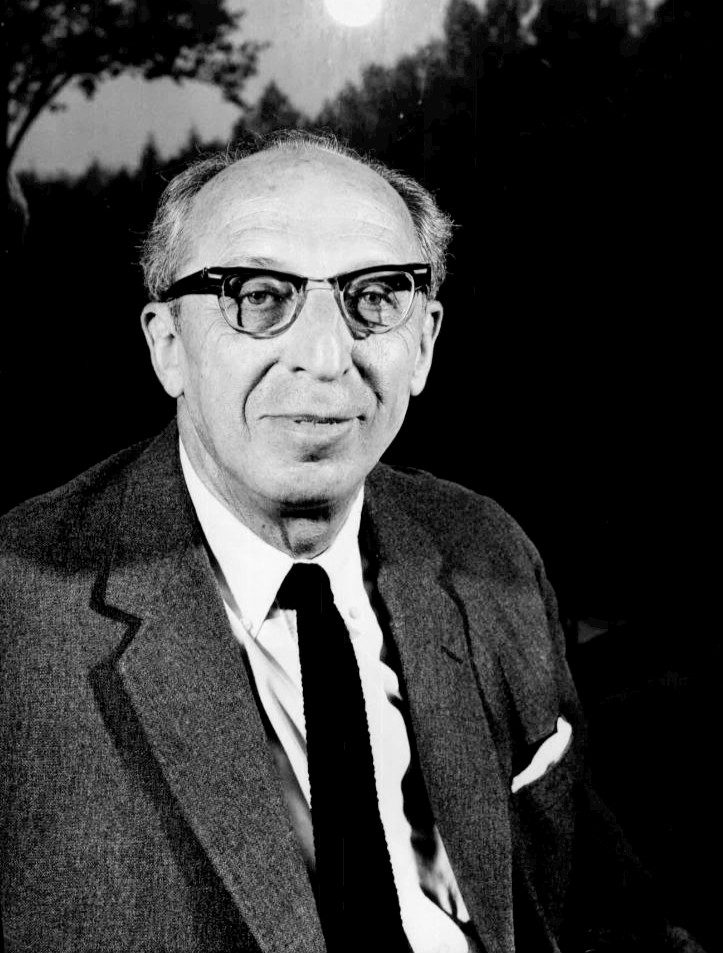
Aaron Copland (* 14. listopadu)

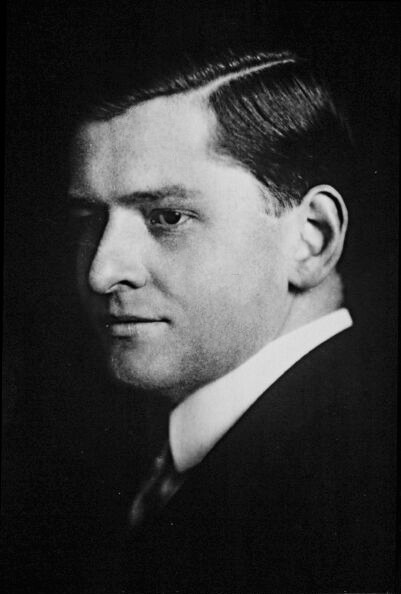
Richard Kuhn (* 3. prosince)

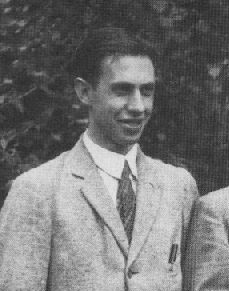
George Uhlenbeck (* 6. prosince)

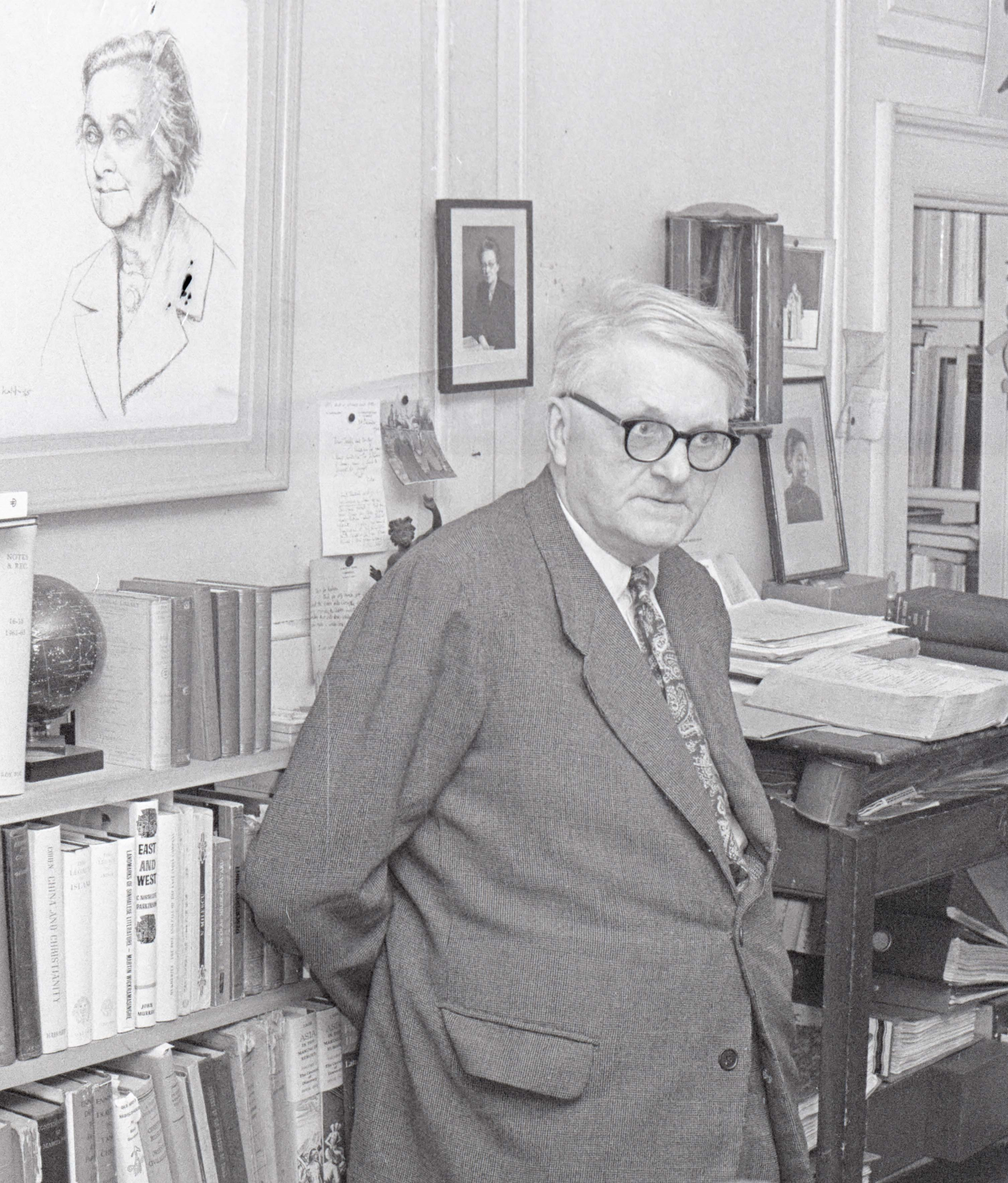
Joseph Needham (* 9. prosince)

- 1. ledna – Čiune Sugihara, japonský diplomat († 31. července 1986)
- 4. ledna – Walter Bertsch, ministr práce a hospodářství Protektorátu Čechy a Morava († 5. ledna 1952)
- 5. ledna – Yves Tanguy, francouzský surrealistický malíř († 15. ledna 1955)
- 6. ledna
  - Haldor Halderson, kanadský hokejista, zlato na OH 1920 († 1. srpna 1965)
  - Marie Rumunská, královna Království Jugoslávie († 22. června 1961)
- 8. ledna – Serge Poliakoff, ruský malíř († 12. listopadu 1969)
- 9. ledna – Richard Halliburton, americký cestovatel a spisovatel († 24. března 1939)
- 15. ledna – William Heinesen, dánsky píšící faerský spisovatel († 12. března 1991)
- 19. ledna – Štefan Barnáš, slovenský biskup a filozof († 19. dubna 1964)
- 22. ledna – Ernst Busch, německý zpěvák, herec a režisér († 8. června 1980)
- 24. ledna – Theodosius Dobzhansky, ukrajinsko-americký genetik a evoluční biolog († 18. prosince 1975)
- 26. ledna – Alfred Neumann, rakouský architekt († 23. října 1968)
- 27. ledna – Hana Meličková, slovenská herečka († 7. ledna 1978)
- 30. ledna – Isaak Osipovič Dunajevskij, ruský hudební skladatel a dirigent († 25. července 1955)
- 1. února – Clarence Pinkston, americký skokan, zlato na OH 1920 († 18. listopadu 1961)
- 4. února – Jacques Prévert, francouzský básník, scenárista, režisér a výtvarník († 11. dubna 1977)
- 5. února
  - Władysława Markiewiczówna, polská pianistka, skladatelka a hudební pedagožka († 17. května 1982)
  - Adlai Stevenson, americký politik, guvernér státu Illinois († 14. července 1965)
- 6. února – Roy Smeck, americký muzikant († 5. dubna 1994)
- 11. února – Hans-Georg Gadamer, německý filozof († 13. března 2002)
- 12. února
  - Pink Anderson, americký bluesový zpěvák a kytarista († 12. října 1974)
  - Vasilij Ivanovič Čujkov, Maršál Sovětského svazu, diplomat († 18. března 1982)
- 22. února – Luis Buñuel, španělský filmový režisér († 29. července 1983)
- 26. února – Halina Konopacka, polská olympijská vítězka v hodu diskem († 28. ledna 1989)
- 27. února – Julián Acuña Galé, kubánský botanik († 24. července 1973)
- 2. března – Kurt Weill, německý hudební skladatel († 3. dubna 1950)
- 7. března
  - Arvo Haavisto, finský zápasník, zlato na OH 1928 († 22. dubna 1977)
  - Fritz Wolfgang London, americký fyzik († 30. března 1956)
- 8. března – Howard Hathaway Aiken, počítačový konstruktér († 14. března 1973)
- 13. března – Jorgos Seferis, řecký básník, nositel Nobelovy ceny († 20. září 1971)
- 15. března
  - Luigi Longo, italský komunistický politik († 16. října 1980)
  - Ernst Neufert, německý architekt († 23. února 1986)
- 19. března – Frédéric Joliot-Curie, francouzský fyzik, nositel Nobelovy ceny († 14. srpna 1958)
- 23. března
  - Hassan Fathy, egyptský architekt († 30. listopadu 1989)
  - Erich Fromm, německý a americký psycholog, filozof a sociolog († 18. března 1980)
- 29. března – John McEwen, premiér Austrálie († 20. listopadu 1980)
- 31. března – Henry, vévoda z Gloucesteru, britský královský princ († 10. června 1974)
- 2. dubna – Nils Ambolt, švédský geodet, astronom a spisovatel († 24. listopadu 1969)
- 5. dubna
  - Herbert Bayer, rakousko-americký grafik, malíř, fotograf a sochař († 30. září 1985)
  - Spencer Tracy, americký herec († 10. července 1967)
- 9. dubna – Hendrik Kloosterman, holandský matematik († 6. května 1968)
- 10. dubna – Jean Duvieusart, premiér Belgie († 10. října 1977)
- 11. dubna – Sándor Márai, maďarský spisovatel († 22. února 1989)
- 13. dubna – Zuzka Zguriška, slovenská spisovatelka († 24. září 1984)
- 20. dubna – Karol Pekník, slovenský generál, protifašistický bojovník († 1. listopadu 1944)
- 25. dubna
  - Gladwyn Jebb, britský politik, generální tajemník OSN († 24. října 1996)
  - Ernst Kris, americký psychoanalytik, historik umění a sociolog († 27. února 1957)
  - Wolfgang Pauli, švýcarský fyzik († 15. prosince 1958)
- 26. dubna – Charles Richter, americký seismolog († 30. září 1985)
- 28. dubna
  - Lajos Keresztes, maďarský zápasník, zlato na LOH 1928 († 9. srpna 1978)
  - Heinrich Müller, šéf gestapa v letech 1939–1945 († 1945)
  - Jan Oort, nizozemský astronom († 5. listopadu 1992)
  - Maurice Thorez, vůdce francouzské komunistické strany († 11. července 1964)
- 29. dubna – Muhammad Ali Ibrahim, egyptský princ († 2. července 1977)
- 5. května – Charles Jewtraw, americký rychlobruslař, zlato na ZOH 1924 († 26. ledna 1996)
- 13. května – Karl Wolff, nejvyšší velitel SS a policie v Itálii († 17. července 1984)
- 17. května – Werner Egk, německý skladatel, dirigent a pedagog († 10. července 1983)
- 22. května – Clyde Tolson, ředitel FBI († 14. dubna 1975)
- 23. května – Hans Frank, vykonavatel holocaustu v Polsku, nacistický válečný zločinec († 16. října 1946)
- 24. května – Eduardo De Filippo, italský dramatik, herec a básník († 31. října 1984)
- 3. června – Jehuda Leo Picard, izraelský geolog a hydrolog († 4. dubna 1997)
- 5. června – Dennis Gabor, maďarský a britský fyzik († 8. února 1979)
- 13. června – Měrćin Nowak-Njechorński, lužickosrbský malíř a spisovatel († 6. července 1990)
- 17. června
  - Martin Bormann, nacistický válečný zločinec († 2. května 1945)
  - Hubert Jedin, německý církevní historik († 16. července 1980)
- 12. června – Ze'ev Vilna'i, izraelský geograf a spisovatel († 1988)
- 22. června – Russell Vis, americký zápasník, zlato na OH 1924 († 1. dubna 1990)
- 24. června – Raphael Lemkin, polský právník († 28. srpna 1959)
- 25. června – Louis Mountbatten, britský šlechtic, námořní velitel a politik († 27. srpna 1979)
- 28. června – Arthur Beer, německý astronom († 20. října 1980)
- 29. června – Antoine de Saint-Exupéry, francouzský spisovatel a letec († 31. července 1944)
- 4. července
  - Robert Desnos, francouzský básník († 8. června 1945)
  - Alfred Rust, německý archeolog († 14. srpna 1983)
- 5. července – Bernard Jan Alfrink, kardinál, arcibiskup Utrechtu a nizozemský primas († 17. prosince 1987)
- 19. července – Arno Breker, německý sochař a architekt († 13. února 1991)
- 24. července
  - Zelda Fitzgeraldová, americká spisovatelka († 10. března 1948)
  - Victor-Lucien Tapié, francouzský historik († 1974)
- 27. července
  - Jakub Wajda, důstojník polské armády, oběť masakru v Katyni († květen 1940)
  - Knut Dánský, dánský princ († 14. června 1976)
- 28. července – Vladimir Filippovič Tribuc, sovětský námořní velitel a admirál († 30. srpna 1977)
- 29. července
  - Eyvind Johnson, švédský spisovatel, nositel Nobelovy ceny († 25. srpna 1976)
  - Filip Ivanovič Golikov, maršál Sovětského svazu († 29. července 1980)
- 4. srpna – Elizabeth Bowes-Lyon, Její Veličenstvo královna Alžběta, královna matka († 30. března 2002)
- 6. srpna – Richard Sedloň, americký malíř († 9. února 1992)
- 10. srpna – René Crevel, francouzský surrealistický básník a spisovatel († 18. června 1935)
- 11. srpna – Charlie Paddock, americký sprinter, dvojnásobný olympijský vítěz († 21. července 1943)
- 13. srpna – Arpád Vojtech Felcán, slovenský pedagog a partyzán, člen KSČ († 20. prosince 1944)
- 19. srpna – Gilbert Ryle, britský filozof († 6. října 1976)
- 25. srpna – Hans Adolf Krebs, německý, později anglický biochemik († 22. listopadu 1981)
- 26. srpna – Hellmuth Walter, německý konstruktér plynových turbín († 16. prosince 1980)
- 31. srpna – Gino Lucetti, italský anarchista († 17. září 1943)
- 3. září – Urho Kaleva Kekkonen, prezident Finské republiky († 31. srpna 1986)
- 6. září – Julien Green, americko-francouzský spisovatel († 13. srpna 1998)
- 8. září – Miha Marinko, slovinský partyzán, národní hrdina, předseda vlády († 19. srpna 1983)
- 9. září
  - James Hilton, anglický romanopisec († 20. prosince 1954)
  - Alexander Smakula, ukrajinský fyzik († 17. května 1983)
- 11. září – Semjon Alexejevič Lavočkin, sovětský letecký konstruktér († 9. června 1960)
- 12. září – Haskell Brooks Curry, americký matematik († 1. září 1982)
- 14. září – Gustaf Johansson, švédský hokejista († 1. července 1971)
- 17. září – Michail Jefimovič Katukov, velitel tankových a mechanizovaných vojsk Rudé armády († 8. června 1976)
- 20. září – Uuno Klami, finský hudební skladatel († 29. května 1961)
- 24. září – Rúholláh Chomejní, šíitský vůdce protišáhovské revoluce v Íránu († 3. června 1989)
- 28. září – Boris Jefimov, sovětský karikaturista († 1. října 2008)
- 3. října – Thomas Wolfe, americký spisovatel († 15. září 1938)
- 4. října – Bruno Restel, provinciál České provincie Tovaryšstva Ježíšova († 14. července 1983)
- 5. října – Adolf Rambold, německý inženýr, šiřitel čajových sáčků († 14. květen 1996)
- 7. října – Heinrich Himmler, nacistický válečný zločinec, šéf gestapa († 23. května 1945)
- 8. října – Geoffrey Jellicoe, zahradní architekt a spisovatel († 17. července 1996)
- 10. října
  - Helen Hayesová, americká filmová a divadelní herečka († 17. března 1993)
  - Franz Walter Stahlecker, nacistický velitel bezpečnosti († 23. března 1942)
- 14. října – W. Edwards Deming, americký statistik († 20. prosince 1993)
- 20. října
  - Ismail al-Azhari, premiér Súdánu († 26. srpna 1969)
  - Georg Pahl, německý novinářský fotograf († 13. května 1963)
- 26. října
  - Ibrahim Abboud, prezident Súdánu († 8. září 1983)
  - Karin Boyeová, švédská spisovatelka († 24. dubna 1941)
- 27. října – Lidija Andrejevna Ruslanova, ruská zpěvačka lidových písní († 21. září 1973)
- 29. října – Andrej Bagar, slovenský herec a divadelní režisér († 31. července 1966)
- 30. října – Ragnar Granit, finsko-švédský neurofyziolog a nositel Nobelovy ceny († 12. března 1991)
- 3. listopadu
  - Adolf Dassler, zakladatel společnosti Adidas († 6. září 1978)
  - Leo Löwenthal, americký sociolog († 21. ledna 1993)
- 8. listopadu – Margaret Mitchellová, americká spisovatelka († 16. srpna 1949)
- 11. listopadu – Emanuel Ringelblum, polsko-židovský historik, politický aktivista († 7. března 1944)
- 14. listopadu – Aaron Copland, americký skladatel, libretista, klavírista a dirigent († 2. prosince 1990)
- 16. listopadu
  - Nikolaj Robertovič Erdman, sovětský dramatik a scenárista († 10. srpna 1970)
  - Nikolaj Fjodorovič Pogodin, sovětský dramatik († 19. září 1962)
- 19. listopadu
  - Gertruda Rakousko-Toskánská, rakouská arcivévodkyně a toskánská princezna († 20. prosince 1962)
  - Anna Seghersová, německá spisovatelka († 1. června 1983)
  - Alexandr Alexandrovič Novikov, velitel sovětského letectva během druhé světové války († 3. prosince 1976)
- 22. listopadu – Lin Feng-mien, čínský malíř († 12. srpna 1991)
- 24. listopadu – John Francis Ahearne, hokejový funkcionář, osmý předseda IIHF († 11. dubna 1985)
- 25. listopadu – Rudolf Höss, velitel koncentračního tábora Auschwitz u Osvětimi († 16. dubna 1947)
- 3. prosince – Richard Kuhn, německý biochemik, nositel Nobelovy ceny († 1. srpna 1967)
- 6. prosince – George Uhlenbeck, nizozemský fyzik († 31. října 1988)
- 9. prosince
  - Andrej Sirácky, slovenský sociolog, filozof, politolog († 29. září 1988)
  - Joseph Needham, britský biochemik, historik a sinolog († 24. března 1995)
- 17. prosince – Katina Paxinou, řecká herečka († 22. února 1973)
- 18. prosince – Nikolaj Vladimirovič Někrasov, ruský novinář, esperantista († 4. října 1938)
- 21. prosince – Vsevolod Vitaljevič Višněvskij, sovětský dramatik († 28. února 1951)
- 23. prosince – Arnold Bode, německý malíř († 3. října 1977)
- 25. prosince – Antoni Zygmund, polský matematik († 30. května 1992)

### Fikce
- 30. srpna – Thomas Angelo, hlavní postava hry Mafia: The City of Lost Heaven († 25. září 1951)

## Úmrtí

### Česko

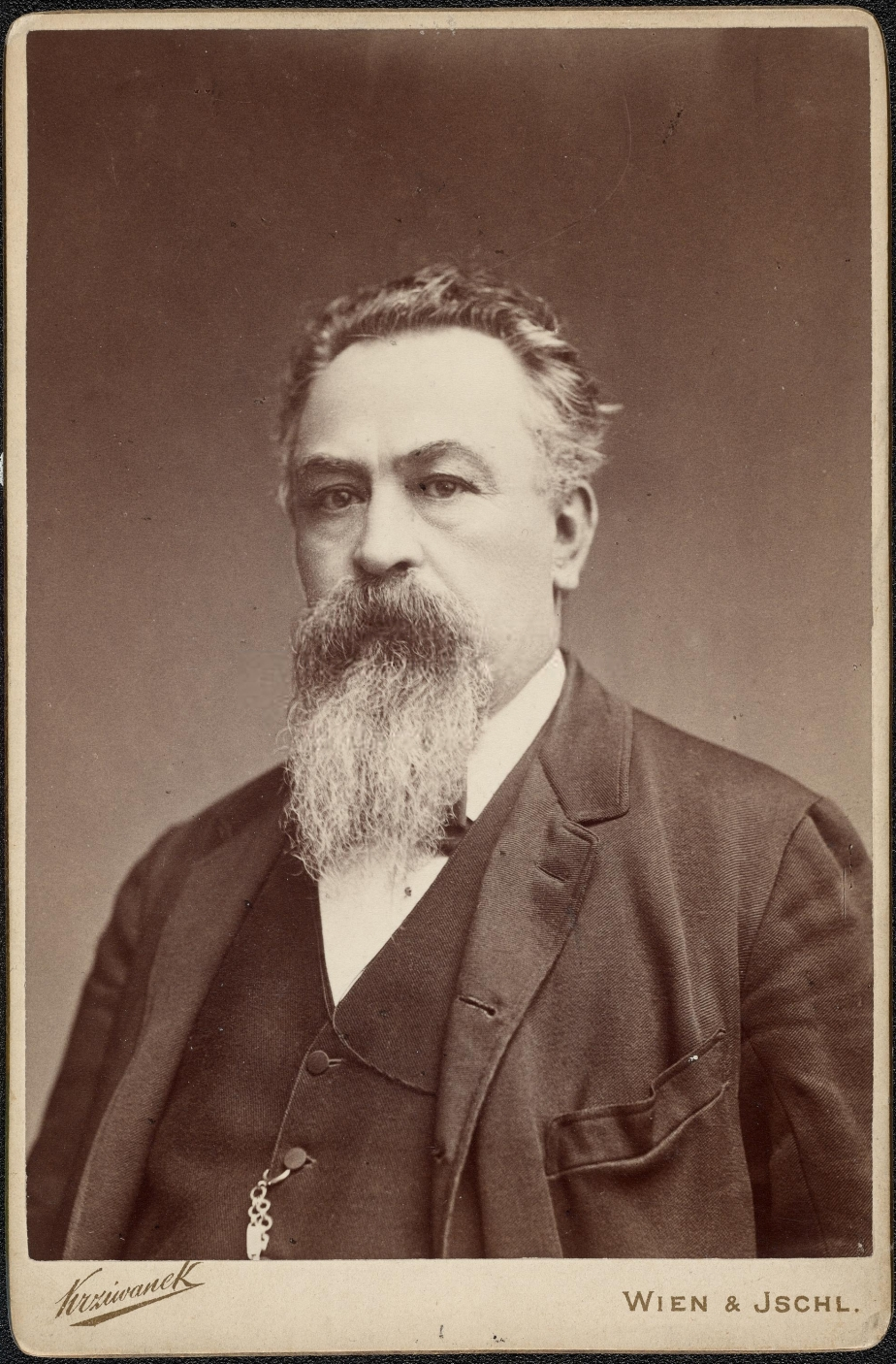
Eduard Albert († 26. září)

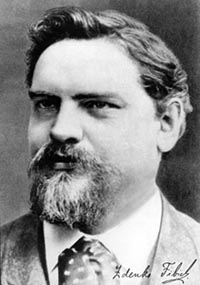
Zdeněk Fibich († 15. října)

- 30. ledna – Martin Pokorný, matematik, pedagog a politik (* 30. listopadu 1836)
- 3. února – Ottokar Nováček, houslista, violista a skladatel českého původu (* 13. května 1866)
- 14. února – Michael Rafael Pavel, knihovník a historik převor vyšebrodského kláštera (* 15. srpna 1842)
- 5. března – Josef Hubáček, právník a novinář (* 19. listopadu 1850)
- 9. března – František Wildmann, kněz, autor historických spisů a národní buditel (* 28. listopadu 1839)
- 12. března – Alois Krása, novinář a politik (* 11. března 1828)
- 13. března – Jan Ondříček, houslista, kapelník a pedagog (* 6. května 1832)
- 14. března – Adolf Chwala, malíř (* 4. dubna 1836)
- 29. března – František Pluskal Moravičanský, lékař, přírodovědec historik a spisovatel (* 29. ledna 1811)
- 1. dubna
  - Salomon Reich, podnikatel ve sklářství, starosta Velkých Karlovic (* 1. ledna 1817)
  - Jan Kušta, geolog a paleontolog (* 22. května 1845)
- 4. dubna – Emanuel Tonner, pedagog, novinář a politik (* 25. prosince 1829)
- 5. dubna – Prokop Podlipský, právník, politik a redaktor (* 9. srpna 1859)
- 14. dubna – Edmund Kaizl, poslanec Českého zemského sněmu a Říšské rady (* 20. února 1836)
- 18. dubna – František Černý, hudební skladatel (* 29. března 1830)
- 27. dubna – Wenzel Hecke, poslanec Českého zemského sněmu a Říšské rady (* 20. února 1824)
- 11. května – Josef Klimeš, starosta Chrudimi a poslanec (* 6. března 1828)
- 26. května – Anton Schobloch, podnikatel (* 5. prosince 1835)
- 28. května – Ludvík Vorel, poslanec Českého zemského sněmu, starosta Žebráku (* 28. července 1829)
- 24. července – Josef Tuček, advokát a politik (* 20. září 1845)
- 27. července – Jan Štros, lékař a politik (* 2. listopadu 1830)
- 2. srpna – František Michl, lékař – chirurg (* 9. srpna 1850)
- 8. srpna – Emil Škoda, technik a podnikatel (* 19. listopadu 1839)
- 9. srpna – Eduard Formánek, botanik (* 7. dubna 1845)
- 14. srpna – Eduard Kittel, pedagog a politik německé národnosti (* 7. listopadu 1833)
- 11. září
  - Franz Siegmund, rakouský a český podnikatel a politik německé národnosti (* 9. dubna 1823)
  - Jindřich Hartl (Dobromil Tvrdovič), varhaník, hudební skladatel a dirigent (* 30. dubna 1856)
- 26. září – Eduard Albert, chirurg (* 20. ledna 1841)
- 15. října – Zdeněk Fibich, hudební skladatel (* 21. prosince 1850)
- 21. října – František Müller, vysokoškolský profesor geodézie (* 4. září 1835)
- 24. října – Titus Krška, zakladatel prvního českého sboru dobrovolných hasičů (* 1. srpna 1842)
- 25. října – Vincenc Prousek, státní úředník, novinář a školský reformátor (* 13. prosince 1823)
- 26. prosince – František Demel, římskokatolický kněz (* 31. října 1823)

### Svět

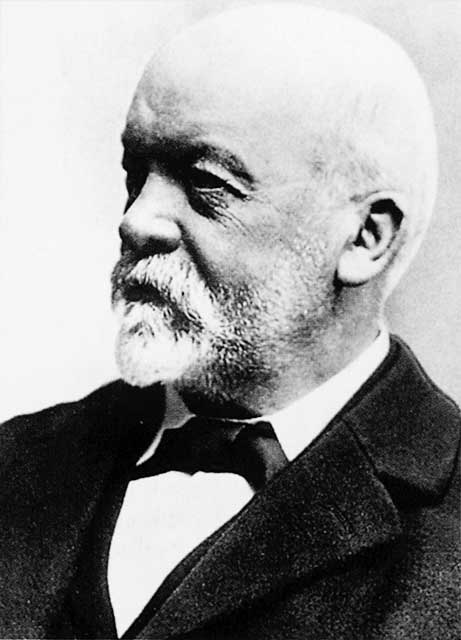
Gottlieb Daimler († 6. března)

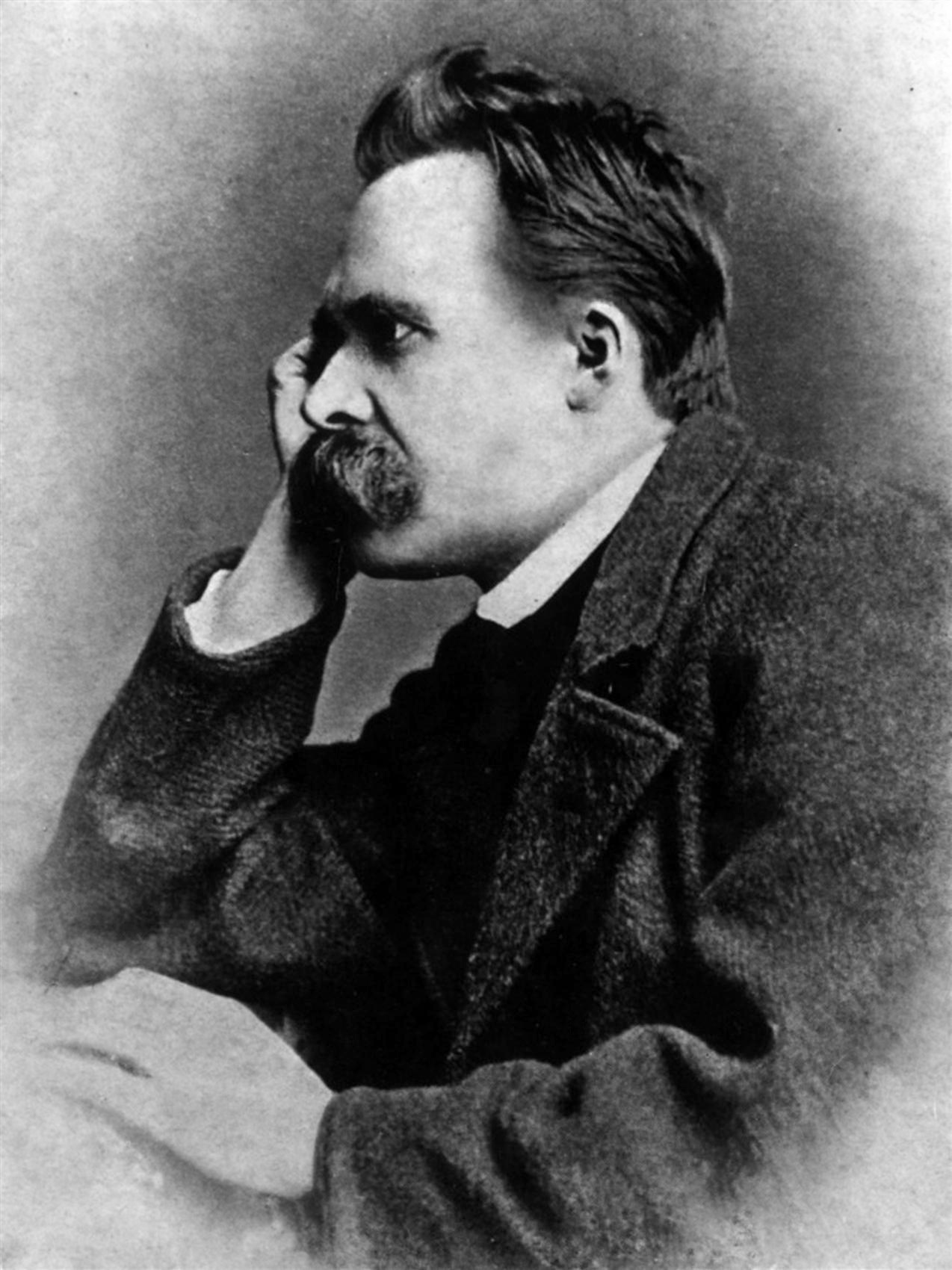
Friedrich Nietzsche († 25. srpna)

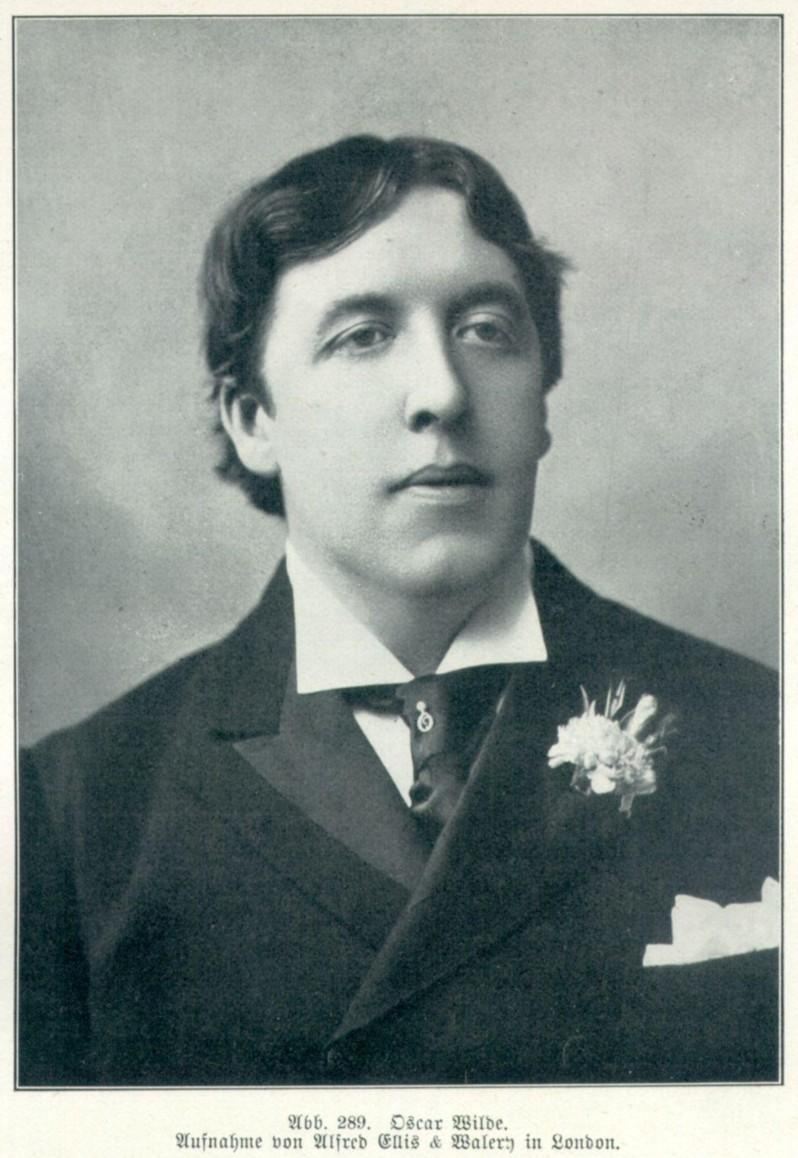
Oscar Wilde († 30. listopadu)

- 1. ledna – Adam Budwiński, polský právník (* 27. ledna 1845)
- 3. ledna – Dmitrij Vasiljevič Grigorovič, ruský spisovatel (* 31. března 1822)
- 11. ledna – Maria Consiglia Addatis, italská řeholnice (* 5. ledna 1845)
- 13. ledna – Peter Waage, norský chemik (* 29. června 1833)
- 18. ledna – Marcus Selmer, norský fotograf (* 6. října 1819)
- 20. ledna – John Ruskin, anglický spisovatel a sociální reformátor (* 8. února 1819)
- 25. ledna
  - Adléta z Hohenlohe-Langenburgu, šlesvicko-holštýnská vévodkyně a neteř královny Viktorie (* 20. července 1835)
  - Pjotr Lavrov, ruský filozof a sociolog (* 2. června 1823)
- 27. ledna – Édouard Riou, francouzský malíř a ilustrátor (* 2. prosince 1833)
- 22. ledna – David Edward Hughes, americký konstruktér a vynálezce (* 16. května 1831)
- 15. února – Karl Theodor Robert Luther německý astronom (* 16. dubna 1822)
- 23. února – Léon Nagant, belgický konstruktér a výrobce zbraní (* 1833)
- 6. března – Gottlieb Daimler, německý inženýr a konstruktér prvních motocyklů a automobilů (* 17. března 1834)
- 15. března – Robert von Puttkamer, pruský politik (* 5. května 1828)
- 26. března – Isaac Mayer Wise, americký reformní rabín, redaktor a spisovatel (* 29. března 1819)
- 27. března – Florian Ziemiałkowski, předlitavský politik polského původu (* 28. prosince 1817)
- 5. dubna – Joseph Bertrand, francouzský matematik (* 11. března 1822)
- 7. dubna – Frederic Edwin Church, americký malíř (* 4. května 1826)
- 18. dubna – Rudolf Charousek, maďarský šachista (* 19. září 1873)
- 22. dubna – Auguste-Rosalie Bisson, francouzský fotograf (* 1. května 1826)
- 30. dubna – Casey Jones, americký strojvedoucí (* 14. března 1863)
- 1. května – Mihály Munkácsy, maďarský malíř (* 20. února 1844)
- 5. května – Ivan Ajvazovskij, ruský výtvarník (* 29. července 1817)
- 13. května – Hermann Levi, německý klavírista, dirigent a skladatel (* 7. listopadu 1839)
- 3. června – Mary Kingsley, anglická spisovatelka a badatelka (* 13. října 1862)
- 5. června – Stephen Crane, americký autor (* 1. listopadu 1871)
- 19. června – Josefína Bádenská, bádenská princezna, kněžna von Hohenzollern-Sigmaringen (* 21. října 1813)
- 4. července – Alexander Skene, skotský gynekolog (* 17. června 1837)
- 9. července – Andreas Bauer, františkánský mnich a misionář (* 26. listopadu 1866)
- 28. července – Emerich z Thurn-Taxisu, rakouský generál a šlechtic z rodu Thurn-Taxisů (* 12. dubna 1820)
- 29. července
  - Sigbjørn Obstfelder, norský básník a spisovatel (* 21. listopadu 1866)
  - Umberto I., Dobrý, italský král (* 14. března 1844)
- 30. července – Alfréd Sasko-Kobursko-Gothajský, člen britské královské rodiny (* 6. srpna 1844)
- 4. srpna – Isaak Iljič Levitan, ruský realistický malíř (* 30. srpna 1860)
- 7. srpna – Étienne Lenoir, francouzský vynálezce a obchodník (* 12. ledna 1822)
- 9. srpna – József Szlávy, ministr financí Rakouska-Uherska (* 23. listopadu 1818)
- 11. srpna – Sanjútei Enčó, japonský vypravěč (* 1. dubna 1839)
- 12. srpna – Wilhelm Steinitz, rakouský šachista (* 17. května 1836)
- 13. srpna – Vladimir Sergejevič Solovjov, ruský filozof (* 28. ledna 1853)
- 16. srpna – José Maria de Eça de Queirós, portugalský spisovatel, publicista a diplomat (* 25. listopadu 1845)
- 25. srpna – Friedrich Nietzsche, německý filozof (* 15. října 1844)
- 28. srpna – Henry Sidgwick, anglický filozof a ekonom (* 31. května 1838)
- 29. srpna – Bruno Abakanowicz, polský matematik a vynálezce (* 6. října 1852)
- 9. října – Najden Gerov, bulharský pedagog a obrozenec (* 23. února 1823)
- 13. října – Otto Staudinger, německý entomolog (* 2. května 1830)
- 20. října – Naim Frashëri, albánský básník a překladatel (* 25. května 1846)
- 25. října – Vincenc Prousek, česko-rakouský pedagog a reformátor (* 13. prosince 1823)
- 28. října – Friedrich Max Müller, německý filolog, lingvista a orientalista (* 6. prosince 1823)
- 31. října – Eugène Cuvelier, francouzský krajinářský fotograf (* 6. dubna 1837)
- 14. listopadu – Adolf Pollitzer, maďarský houslista (* 23. července 1832)
- 22. listopadu – Arthur Sullivan, anglický operetní skladatel (* 13. května 1842)
- 30. listopadu – Oscar Wilde, anglický dramatik (* 16. října 1854)
- 15. prosince – Valentin Oswald Ottendorfer, americký tiskový magnát, mecenáš (* 12. února 1826)
- 22. prosince – Leonhard von Blumenthal, pruský polní maršál (* 30. července 1810)
- 28. prosince – Alexandre de Serpa Pinto, portugalský cestovatel (* 20. dubna 1846)
- 31. prosince – Hannibal Goodwin, americký duchovní, vynálezce a fotograf (* 21. dubna 1822)

## Hlavy států

### Evropa

#### Monarchie
- Rakouské císařství – František Josef I.
- Spojené království Velké Británie a Irska – Viktorie
- Portugalské království – Karel I. Portugalský
- Španělské království – Alfons XIII. Španělský
- Belgické království – Leopold II. Belgický
- Nizozemské království – Vilemína Nizozemská
- Dánské království – Kristián IX.
- Lichtenštejnsko – Jan II. z Lichtenštejna
- Lucembursko – Adolf Lucemburský
- Monacké knížectví – Albert I. Monacký
- Švédsko-norská unie – Oskar II.
- Ruské impérium – Mikuláš II. Alexandrovič
- Bulharské knížectví – Ferdinand I. Bulharský
- Srbské království – Alexandr I. Obrenović
- Rumunské království – Karel I. Rumunský
- Řecké království – Jiří I. Řecký

#### Republiky
- Francie – Émile Loubet
- Andorra – Émile Loubet

#### Německé císařství
- Bavorské království – Ota I. Bavorský
- Pruské království – Vilém II. Pruský
- Saské království – Albert I. Saský
- Württemberské království – Vilém II. Württemberský

### Itálie
- Vatikán – papež Lev XIII.
- Italské království – Umberto I., po jeho smrti Viktor Emanuel III.

### Blízký východ a Severní Afrika
- Osmanská říše – Abdulhamid II.
- Egyptské chedivství – Abbás II. Hilmí
- Perská říše – Muzaffaruddín Šáh
- Marocký sultanát – Abdulaziz

### Dálný východ a Asie
- Afghánský emirát – Habíbulláh Chán
- Britská Indie – Viktorie
- Japonské císařství – Meidži
- Čínské císařství – Kuang-sü

### Amerika
- Spojené státy americké – William McKinley
- Kanada – Viktorie
- Mexiko – Porfirio Díaz

### Digitalizované noviny a časopisy z roku 1900
- Lidové noviny – ročník 8 rok 1900
- Národní listy – ročník 40 rok 1900
- Národní politika – ročník 18 rok 1900
- Moravská orlice – ročník 38 rok 1900
- Budivoj (České Budějovice) — ročník 36 rok 1900 (odkaz vede na přehled ročníků)
- Časopis Musea království Českého – ročník 74 rok 1900
- Lumír — ročník 28 rok 1899–1900 (archiv ÚČL AV ČR)
- Čas — ročník 14 rok 1900
- Zlatá Praha — ročník 17 rok 1899–1900
- Říšský zákoník (česká verze) — rok 1900